# Cerro Concepción

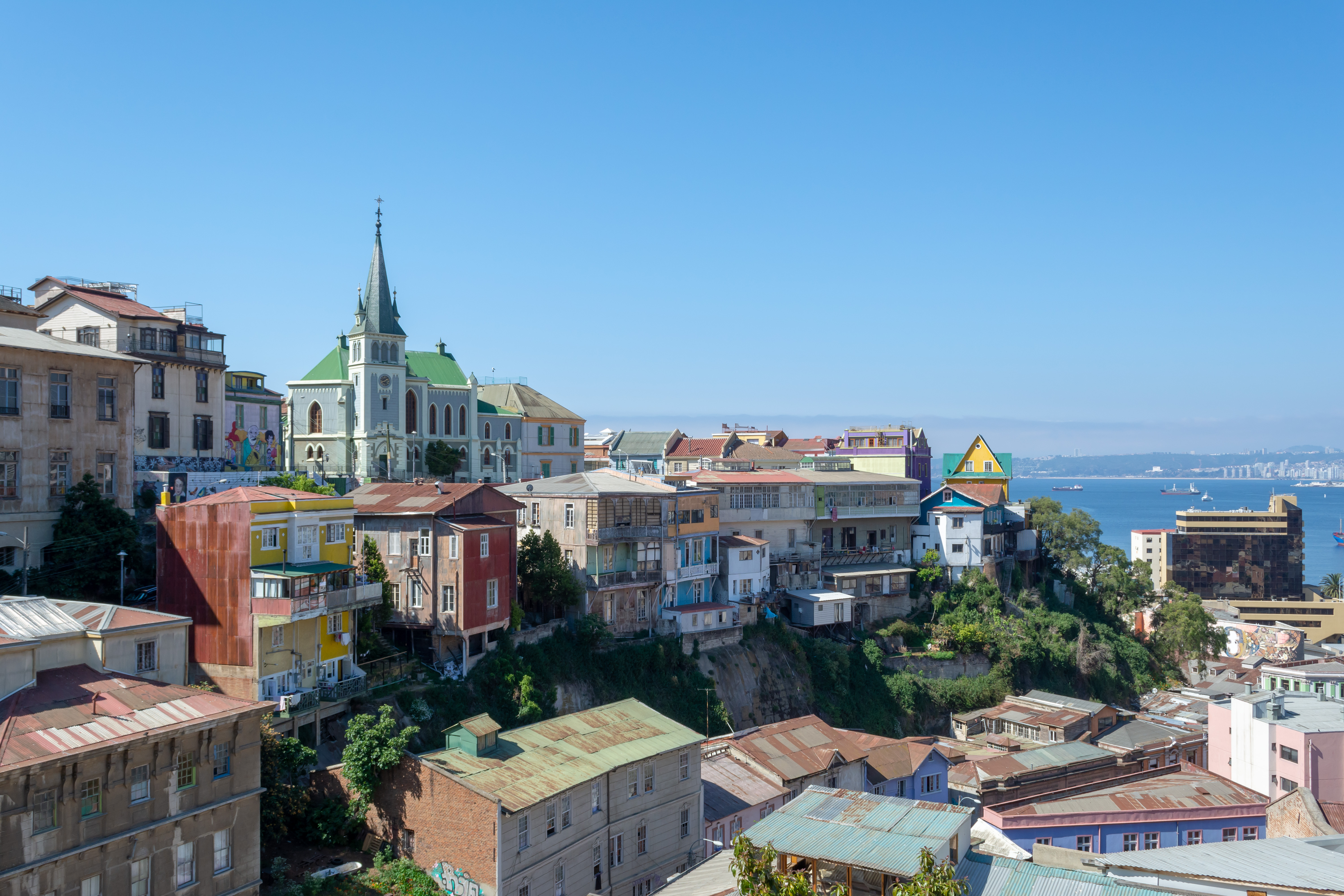
Vista del cerro Concepción desde el paseo Dimalow.

El cerro Concepción es un conocido barrio turístico del puerto chileno de Valparaíso. Es conocido por su patrimonio arquitectónico y su rica historia, razones que impulsaron a la Unesco a decretar la ciudad como Patrimonio de la Humanidad.
El cerro sirvió como fortaleza durante la Colonia y comenzó a poblarse exhaustivamente tras la Independencia. En la segunda mitad del siglo XIX y principios del siglo XX el barrio adquiriría notoriedad como uno de los barrios más selectos del Puerto, razón por la que inmigrantes británicos, alemanes y yugoslavos edificarían aquí sus palacios y casas. Con el declive económico de Valparaíso a mediados del siglo XX, estas colonias europeas comenzaron a emigrar y los chilenos ocuparían su lugar como pobladores del cerro. Fue en este período cuando el puerto ganó «en nostálgica belleza lo que perdió en poderío económico» y en este proceso el cerro desempeñó un papel central.

## Anteriores nombres y sus orígenes
El primer nombre que recibió la zona fue «cerro del Cabo» debido a la prominencia rocosa sobre el mar que era el cerro en tiempos de la Colonia, mucho antes de que se le ganara terreno al mar; el nombre hacía referencia al Cabo de Hornos, debido a la peligrosidad que representaba para los navíos de la Corona Hispánica en las tempestades y temporales que azotaban a esta zona del Pacífico Sur en invierno, cuando Valparaíso carecía de obras de abrigo como espigones, escollones y malecones. La línea donde chocaba el mar contra el cerro puede ser ubicada hoy donde se encuentra el edificio de El Mercurio.
 

Otro nombre que recibió fue el de «cerro del Chivato», una bestia infernal que supuestamente habitaba una cueva a los pies del cerro, la que por aquel entonces daba al mar. Sin embargo, se cree que esta leyenda fue importada por marineros, acostumbrados a crear historias tenebrosas sobre puertos peligrosos, lo cual se sustenta en la presencia de mitos similares en puertos de la ruta marina entre Valparaíso y Europa. Lo que sí es cierto es que la cueva era temida de mucho antes de la llegada de los españoles a la zona. De acuerdo a una cita de Víctor Rojas Farías, estudioso del mundo mítico porteño: 
Los indígenas, que están siendo cristianizados, han confesado que esa cueva es temida desde hace mucho antes. Y los cristianos advierten que a su alrededor no aparecen sobrevivientes de los naufragios, ni se acumulan —cuando está la marea baja— cadáveres de lobos marinos, aveces y peces extraños que siempre están llegando a las orillas; porque la bahía hierve de vida y —donde hay vida— hay muerte. Mucha muerte... 
El cerro recibió su nombre por el castillo de la Concepción, una fortaleza construida por los españoles en 1678 para proteger la zona de incursiones piratas y corsarias. El castillo estaba guarnecido por cincuenta soldados y artilleros; se encontraba ubicado en una zona alejada de la población de Valparaíso de aquella época, dada su naturaleza defensiva. Con el tiempo, este castillo perdió importancia en pos del Castillo de San José, construido en la Cerro Cordillera. Sin embargo, el castillo terminó por cimentar el nombre del cerro.  El castillo de la Concepción se encuentra, en la actualidad, en el lugar donde está el Hotel Brighton en el Paseo Mirador Atkinson.
Durante la belle époque de la zona, el cerro fue conocido como Mount Pleasant figurando, incluso, avisos de venta de casas y challets con este nombre en el diario El Mercurio.

## Historia
Después del saqueo de Panamá la Vieja —ciudad que existía cerca de la actual Ciudad de Panamá hasta su destrucción por parte del corsario Henry Morgan en 1671—, el virrey del Perú, Pedro Antonio Fernández de Castro, ordenó al gobernador de Chile, Juan Henríquez de Villalobos, construir en Valparaíso «uno o más fuertes y yo le envió para su defensa ocho cañones» con el objetivo de prevenir posibles ataques futuros.
Sin embargo, la pobreza del reino y las prioridades urgentes que debían abordarse, dificultaron el avance en la construcción de dichas fortificaciones. Por lo tanto, en 1674, bajo el mandato del virrey Baltasar de la Cueva y Enríquez de Cabrera, se autorizó al gobernador para utilizar el producto del impuesto del almojarifazgo durante dos años para la construcción del castillo. Éste fue colocado en una posición elevada que dominaba la bahía desde el sur y recibió el nombre de castillo de la Concepción.
El historiador Benjamín Vicuña Mackenna definía al Valparaíso colonial como «una aldea de frailes y cañones». Esto aplicaba, en efecto, al cerro Concepción. Apenas poblado por el castillo y un puñado de monjes, de hecho, hasta 1724 el cerro fue propiedad de la Orden de San Agustín, año en que el cerro fue vendido al capitán Luis García Venegas. 
No sería hasta bien entrado el siglo XIX y, ya con la Independencia superada, cuando el cerro Concepción se urbanizaría y poblaría adecuadamente. Por aquel entonces se seguía percibiendo al cerro como un núcleo urbano aparte, alejado del Valparaíso urbano, más cercano al Almendral. Una prueba de esto la hallamos en la construcción del polvorín de cerro Cárcel y de los primeros cementerios en cerro Panteón erigidos en 1825, ambos proyectos concebidos para las “afueras de Valparaíso”.
La primera edificación civil de la que se tiene constancia en la zona data de 1822. Y perteneció a William Bateman, un comerciante inglés que fue asesinado por su propia servidumbre en su mansión años más tarde.
Fue en 1833 cuando otro comerciante británico, Josué Waddington, adquirió la zona del cabo y procedió a dinamitar la parte baja, eliminando el peñasco, exponiendo la ya renombrada cueva del Chivato y dando inicio a las obras que permitirían el ensanchamiento de las calles del plan y la expansión de Valparaíso hacia el mar. Es en esta época que se considera que cerro Alegre y Concepción pasaron a ser parte integral de la ciudad.
El cerro Concepción es una zona que no puede ser separada de su vecino, el cerro Alegre, debido —entre otras cosas— a que a partir de 1822, ambas regiones recibieron a miembros de colonias extranjeras, siendo la colonia británica la primera en asentarse en el cerro Alegre, mientras que en el Concepción se instaló una importante comunidad alemana. Estos inmigrantes, atraídos por el aire fresco, la vista al mar y la tranquilidad de estar alejados del bullicio central, diseñaron un urbanismo diverso que incluía pasajes y miradores, mansiones elegantes y jardines florecidos. Para 1840, estos barrios ofrecían un entorno europeo con un estilo arquitectónico predominantemente inglés. La catedral anglicana de Saint Paul fue construida por los británicos en 1857, mientras que los alemanes erigieron la iglesia luterana de la Santa Cruz en 1897, la primera iglesia protestante con un campanario en toda América del Sur en 1897.
En 1856, el alumbrado público fue introducido en Valparaíso y el cerro Concepción recibió quince farolas de gas, los cuales reemplazaron a los antiguos faroles a sebo o parafina. 
Según el censo de 1880, la población de Valparaíso alcanzaba los 100.515 habitantes y, según la carta topográfica de 1884 dirigida por Recaredo Santos Tornero, la subdelegación n.º 8, el cerro Concepción, contaba con 4.971 habitantes.
En 1883 fue inaugurado el Ascensor Concepción, el más antiguo de los ascensores de la ciudad. Éste conecta el pasaje Elías, frente al Reloj Turri con el paseo Gervasoni del cerro. Fue declarado Monumento Histórico en 1998. Durante sus primeros años funcionaba con un sistema de contrapesos de agua y calderas a vapor, eventualmente se cambió a un sistema eléctrico.

## Lugares típicos
La catedral anglicana Saint Paul es uno de los monumentos más preciados del cerro. Construida por el ingeniero inglés William Lloyd en 1858, fue el primer templo de esta confesión que profesaba la mayoría de los miembros de la colonia británica residente. La construcción fue polémica debido a la mayoría católica de Valparaíso, razón por la que no les fue permitido erigir una torre ni tener puerta principal mirando hacia el altar. En 1897 los alemanes levantaron la iglesia Luterana de Valparaíso, ubicada a un par de cuadras de la anglicana. 
Otro de los atractivos es el ascensor Concepción, inaugurado el 1 de diciembre de 1883, cuyos carros de madera eran accionados por contrapeso, según un sistema hidráulico que operaba mediante estanques de agua, ubicados en ambos lados del recorrido. El ascensor continúa siendo un medio cómodo y agradable de subir al Concepción.
También destacan dentro del cerro los miradores con espectaculares vistas a la bahía, como los de los paseos Pierre Loty, Atkinson y Gervasoni. El Yugoslavo prácticamente une los cerros Concepción y Alegre, por lo que para subir se puede elegir también el ascensor El Peral, que lleva desde la plaza de Justicia hasta el citado paseo, donde en el Palacio Baburizza tiene su sede el Museo Municipal de Bellas Artes.
En el paseo Gervasoni tiene su sede la Casa Mirador Lukas, que es tanto un museo del famoso caricaturista como una sala de exposiciones.